# Ivan Tabanov
Ivan (Ion) Tabanov, ros. Иван Табанов, Iwan Tabanow (ur. 7 sierpnia 1966, Mołdawska SRR) – mołdawski piłkarz, grający na pozycji obrońcy, trener piłkarski.

## Kariera piłkarska

### Kariera klubowa
W 1984 rozpoczął karierę piłkarską w Nistru Kiszyniów. W 1991 został piłkarzem Bugeac Komrat. Latem 1992 przeszedł do Amocom Kiszyniów, ale latem 1994 powrócił do Bugeac Komrat. W pierwszej połowie 1995 grał ponownie w kiszyniowskim klubie, który już nazywał się Sportul Studentesc Kiszyniów. Latem 1995 roku został zaproszony do Constructorul Kiszyniów, w którym występował przez 6 sezonów. W 2001 rozegrał 1 mecz w składzie FC Hîncești, po czym zakończył karierę piłkarza.

### Kariera reprezentacyjna
W latach 1998–1999 bronił barw narodowej reprezentacji Mołdawii.

## Kariera trenerska
Po zakończeniu kariery piłkarza rozpoczął pracę szkoleniowca. Od lipca 2006 do 17 kwietnia 2007 oraz od lipca 2009 do 24 maja 2011 prowadził Zimbru Kiszyniów. W latach 2011–2013 stał na czele łotewskiego FC Daugava. W 2014 najpierw trenował Tauras Taurogi, a potem ponownie FC Daugava. W październiku 2014 Ivan Tabanov został przesłuchany i aresztowany przez Łotewską Policję Państwową z zarzutami o ustawianie wyników meczów piłkarskich. Tak jak był podejrzany w trwającym śledztwie, został zdyskwalifikowany z łotewskiej Wyższej Ligi na czas nieokreślony przez Łotewską Federację Piłkarską.

## Sukcesy i odznaczenia

### Sukcesy piłkarskie
Bugeac Comrat
- brązowy medalista Mistrzostw Mołdawii: 1992
- zdobywca Pucharu Mołdawii: 1992

Constructorul Kiszyniów
- mistrz Mołdawii: 1996/97
- wicemistrz Mołdawii: 1998/99
- brązowy medalista Mistrzostw Mołdawii: 1995/96, 1997/98, 1999/2000
- zdobywca Pucharu Mołdawii: 1995/96, 1999/2000

### Sukcesy trenerskie
FC Daugava
- mistrz Łotwy: 2012
- brązowy medalista Mistrzostw Łotwy: 2013